# Coenosia stuckenbergi
Coenosia stuckenbergi är en tvåvingeart som beskrevs av Zielke 1971. Coenosia stuckenbergi ingår i släktet Coenosia och familjen husflugor.
Artens utbredningsområde är Zimbabwe. Inga underarter finns listade i Catalogue of Life.